# Anginon
Anginon es un género de plantas  pertenecientes a la familia Apiaceae. Comprende 14 especies descritas y de estas, solo 13 aceptadas.

## Taxonomía
El género fue descrito por Constantine Samuel Rafinesque y publicado en Good Book 56. 1840. La especie tipo es: Anginon rugosum (Thunb.) Raf.	

## Especies
A continuación se brinda un listado de las especies del género Anginon aceptadas hasta septiembre de 2012, ordenadas alfabéticamente. Para cada una se indica el nombre binomial seguido del autor, abreviado según las convenciones y usos.
- Anginon difforme (L.) B.L.Burtt
- Anginon fruticosum I.Allison & B.-E.van Wyk
- Anginon intermedium I.Allison & B.-E.van Wyk
- Anginon jaarsveldii B.L.Burtt
- Anginon paniculatum (Thunb.) B.L.Burtt
- Anginon pumilum I.Allison & B.-E.van Wyk
- Anginon rugosum (Thunb.) Raf.
- Anginon streyi (Merxm.) I.Allison & B.-E.van Wyk
- Anginon swellendamense (Eckl. & Zeyh.) B.L.Burtt
- Anginon tenuius I.Allison & B.-E.van Wyk
- Anginon ternatum I.Allison & B.-E.van Wyk
- Anginon uitenhagense (Eckl. & Zeyh.) B.L.Burtt
- Anginon verticillatum (Sond.) B.L.Burtt